# Centropyge bispinosa
Centropyge bispinosa là một loài cá biển thuộc chi Centropyge trong họ Cá bướm gai. Loài này được mô tả lần đầu tiên vào năm 1860.

## Từ nguyên
Từ định danh của loài được ghép bởi hai từ trong tiếng Latinh: bi ("hai") và spinosa ("có gai"), hàm ý đề cập đến hai hàng gai ở nắp mang.

## Phạm vi phân bố và môi trường sống
C. bispinosa có phạm vi phân bố rộng khắp khu vực Ấn Độ Dương - Thái Bình Dương. Loài này được ghi nhận dọc theo bờ biển Đông Phi và trải dài đến Nam Phi, bao gồm Madagascar và các đảo quốc trong Ấn Độ Dương, cũng như bờ biển phía nam Ấn Độ và các rạn san hô vòng ngoài khơi Tây Úc; từ quần đảo Andaman và Nicobar, phạm vi của C. bispinosa mở rộng đến hầu hết vùng biển các nước Đông Nam Á và trải dài đến nhiều quần đảo, đảo quốc thuộc châu Đại Dương; ngược lên phía bắc đến quần đảo Izu, quần đảo Ogasawara và quần đảo Ryukyu (Nhật Bản); giới hạn ở phía nam trải dài đến Đông Úc, bao gồm đảo Lord Howe.
C. bispinosa sống gần các rạn san hô viền bờ, bao gồm rạn san hô trong các đầm phá, độ sâu đến ít nhất là 60 m.

## Mô tả
C. bispinosa có chiều dài cơ thể tối đa được biết đến là 10 cm. C. bispinosa có màu xanh lam tím ở đầu, vây lưng, vây hậu môn và vây đuôi; các vây này có dải viền màu xanh óng ở rìa. Vùng thân có màu cam (có thể sáng hoặc nhạt màu) với các vệt sọc, đốm màu xanh lam. Vây ngực và vây bụng màu vàng.
Số gai vây lưng: 14; Số tia vây ở vây lưng: 16–18; Số gai vây hậu môn: 3; Số tia vây ở vây hậu môn: 17–19.

## Sinh thái học

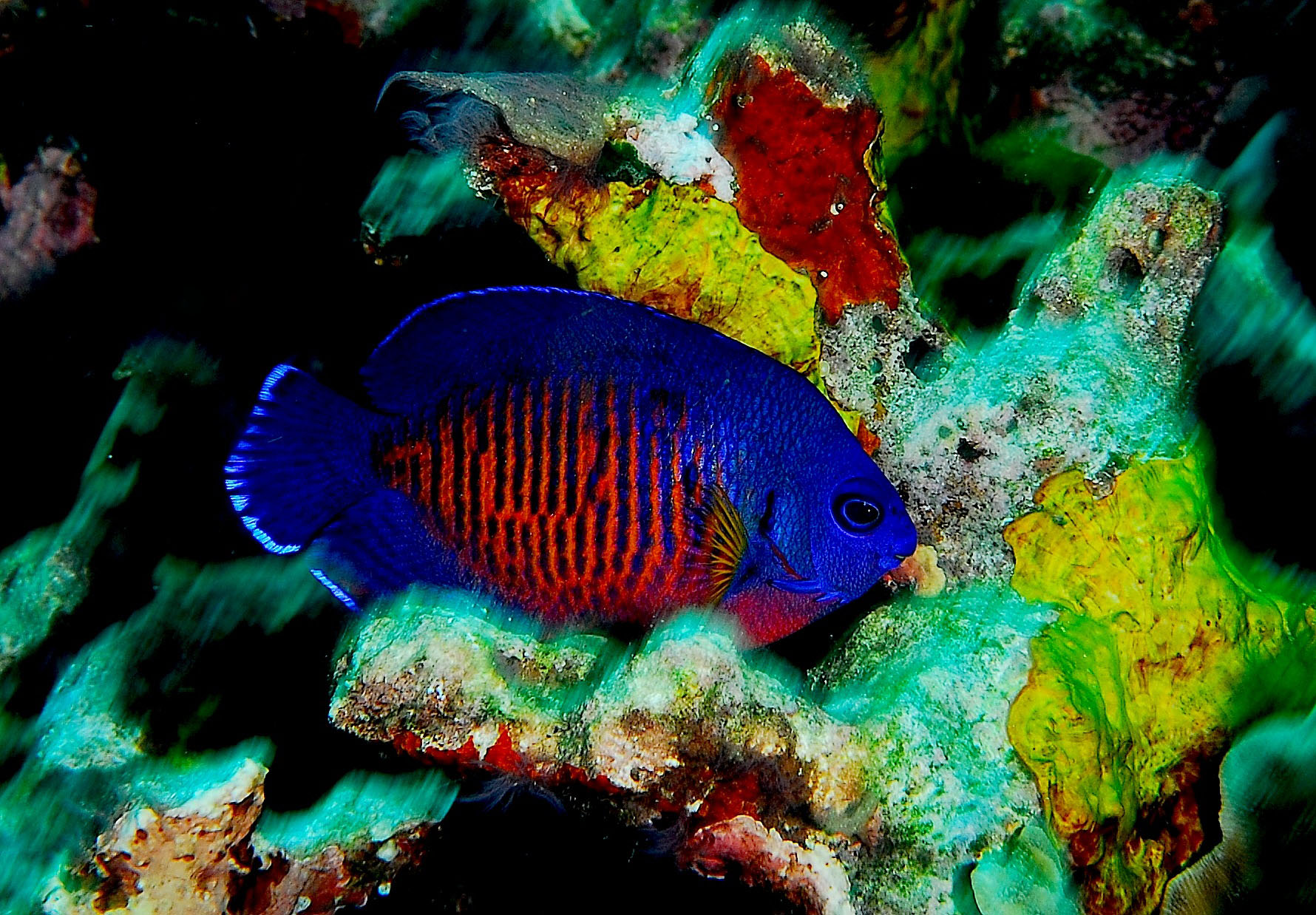
C. bispinosa trên một rạn san hô

Thức ăn của C. bispinosa là các loài tảo.

### Loài lưỡng tính
C. bispinosa có thể sống đơn độc, nhưng chúng có xu hướng hợp thành một nhóm nhỏ, với một con cá đực trưởng thành thống trị những con cá cái trong hậu cung của nó (một nhóm có từ 3 đến 7 cá thể). Nếu cá đực thống trị biến mất, con cá cái lớn nhất đàn sẽ chuyển đổi giới tình thành cá đực, một hành vi được quan sát ở nhiều loài Centropyge khác.

### Lai tạp
Ngoài tự nhiên, C. bispinosa được biết đến là đã lai tạp với 4 loài Centropyge khác có cùng phạm vi phân bố, bao gồm:
- C. bispinosa × Centropyge loricula: tại biển San Hô và Vanuatu.
- C. bispinosa × Centropyge ferrugata và C. bispinosa × Centropyge multicolor: tại Philippines.
- C. bispinosa × Centropyge shepardi: tại Guam.

## Thương mại
C. bispinosa là một loài được đánh bắt và xuất khẩu trong ngành thương mại cá cảnh.